# 大山文学賞
大山文学賞（テサンぶんがくしょう）は韓国の文学賞。

## 概要
大山文学賞は1993年、教保生命創業者の愼鏞虎（号 大山）が韓国文学の世界化に寄与するために設立した文学賞。運営は大山文化財団（1992年設立）が行っている。選考は「詩」「小説」「戯曲」「評論」「翻訳」の5つの部門から成り、各部門に3,000万ウォンが支給される。財団の趣旨の通り、当選作は英語、フランス語、ドイツ語、スペイン語等の各国語に翻訳されることを推奨される。

## 歴代受賞作品
| 受賞年           | 部門        | 受賞者                                             | 受賞作品名                                                                       |
| ---------------- | ----------- | -------------------------------------------------- | -------------------------------------------------------------------------------- |
| 第1回（1993年）  | 詩          | 高銀                                               | 내일의 노래                                                                      |
| 第1回（1993年）  | 小説        | 李承雨                                             | 생의 이면                                                                        |
| 第1回（1993年）  | 戯曲        | 呉泰錫                                             | 심청이는 왜 두 번 인당수에 몸을 던졌는가                                         |
| 第1回（1993年）  | 評論        | 白楽晴                                             | 현대문학을 보는 시각                                                             |
| 第1回（1993年）  | 翻訳(英語)  | イ・ハクス                                         | Pine River and Lone Peak (조선 3인 시선집)                                       |
| 第2回（1994年）  | 詩          | 李烔基                                             | 죽지 않는 도시                                                                   |
| 第2回（1994年）  | 小説        | 李清俊                                             | 흰 옷                                                                            |
| 第2回（1994年）  | 戯曲        | -                                                  | 当選者無し                                                                       |
| 第2回（1994年）  | 評論        | キム・ウチャン                                     | 시인의 보석                                                                      |
| 第2回（1994年）  | 翻訳(仏語)  | 崔允 パトリック・モーリス                          | La Place 崔仁勲『광장』                                                          |
| 第3回（1995年）  | 詩          | 黄東奎                                             | 미시령 큰 바람                                                                   |
| 第3回（1995年）  | 小説        | 崔仁碩                                             | 내 영혼의 우물                                                                   |
| 第3回（1995年）  | 戯曲        | イ・ユンテク                                       | 문제적 인간 - 연산                                                               |
| 第3回（1995年）  | 評論        | ユ・チョンホ                                       | 문학의 즐거움                                                                    |
| 第3回（1995年）  | 翻訳 (英語) | チョン・チョンファ アン・ソンジェ                  | The Poet 李文烈『시인』                                                          |
| 第4回（1996年）  | 詩          | 鄭玄宗                                             | 세상의 나무들                                                                    |
| 第4回（1996年）  | 小説        | 李浩哲                                             | 남녘사람 북녁사람                                                                |
| 第4回（1996年）  | 戯曲        | 李康白                                             | 영월행 일기                                                                      |
| 第4回（1996年）  | 評論        | -                                                  | 当選者無し                                                                       |
| 第4回（1996年）  | 翻訳 (独語) | キム・ミヘ シルビア・ブレジェル                    | Windbestattung黄東奎『풍장』                                                     |
| 第5回（1997年）  | 詩          | 金春洙                                             | 들림, 도스토예프스키                                                             |
| 第5回（1997年）  | 小説        | 朴婉緒                                             | 그 산이 정말 거기 있었을까                                                       |
| 第5回（1997年）  | 戯曲        | -                                                  | 当選者無し                                                                       |
| 第5回（1997年）  | 評論        | キム・ピョンイク                                   | 새로운 글쓰기와 문학의 진정성                                                    |
| 第5回（1997年）  | 翻訳        | -                                                  | 当選者無し                                                                       |
| 第6回（1998年）  | 詩          | 申庚林                                             | 어머니와 할머니의 실루엣                                                         |
| 第6回（1998年）  | 小説        | 金周栄                                             | 홍어                                                                             |
| 第6回（1998年）  | 戯曲        | イ・マンヒ                                         | 돌아서서 떠나라                                                                  |
| 第6回（1998年）  | 評論        | チョ・ナムヒョン                                   | 1990년대 문학의 담론                                                             |
| 第6回（1998年）  | 翻訳        | -                                                  | 当選者無し                                                                       |
| 第7回（1999年）  | 詩          | 黄芝雨                                             | 어느날 나는 흐린 酒店에 앉아 있을 거다                                           |
| 第7回（1999年）  | 小説        | 徐廷仁                                             | 베네치아에서 만난 사람                                                           |
| 第7回（1999年）  | 戯曲        | 盧炅植                                             | 千年의 바람                                                                      |
| 第7回（1999年）  | 評論        | キム・チョンチョル                                 | 시적 인간과 생태적 인간                                                          |
| 第7回（1999年）  | 翻訳 (仏語) | チェ・ミギョン ジャン・ノエル・ジュテ              | Le Chante de la fidele Chunhyang 『 열녀춘향수절가』                             |
| 第8回（2000年）  | 詩          | 崔勝鎬                                             | 그로테스크                                                                       |
| 第8回（2000年）  | 小説        | 李潤基                                             | 두물머리                                                                         |
| 第8回（2000年）  | 戯曲        | -                                                  | 当選者無し                                                                       |
| 第8回（2000年）  | 評論        | オ・セングン                                       | 그리움으로 짓는문학의 집                                                         |
| 第8回（2000年）  | 翻訳 (仏語) | コ・クァンダン ジャン・ノエル・ジュテ              | L'Enverse de la Vie 『생의 이면』                                                |
| 第9回（2001年）  | 詩          | 李盛夫                                             | 지리산                                                                           |
| 第9回（2001年）  | 小説        | 黄晳暎                                             | 손님                                                                             |
| 第9回（2001年）  | 戯曲        | 李根三                                             | 화련한 가출                                                                      |
| 第9回（2001年）  | 評論        | チェ・ウォンシク                                   | 문학의 귀환                                                                      |
| 第9回（2001年）  | 翻訳 (仏語) | イ・インスク マリズ・ブルーデン                    | Talgung 『달궁』                                                                 |
| 第10回（2002年） | 詩          | 金芝河                                             | 花開                                                                             |
| 第10回（2002年） | 小説        | 金源佑                                             | 객수산록                                                                         |
| 第10回（2002年） | 戯曲        | キム・ミョンファ                                   | 돐날                                                                             |
| 第10回（2002年） | 評論        | 金允植                                             | 우리 小說과의 대화                                                               |
| 第10回（2002年） | 翻訳 (英語) | ユ・ヨンナン                                       | TEverlasting Empire 『영원한 제국』                                              |
| 第11回（2003年） | 詩          | 金光圭                                             | 처음 만나던 때                                                                   |
| 第11回（2003年） | 小説        | 宋基元                                             | 사람의 향기                                                                      |
| 第11回（2003年） | 戯曲        | -                                                  | 当選者無し                                                                       |
| 第11回（2003年） | 評論        | -                                                  | 当選者無し                                                                       |
| 第11回（2003年） | 翻訳        | キム・エーデル キム・ソニ                          | Vögel 呉貞姫『새』                                                               |
| 第12回（2004年） | 詩          | 李晟馥                                             | 아, 입이 없는 것들                                                               |
| 第12回（2004年） | 小説        | 尹興吉                                             | 소라단 가는 길                                                                   |
| 第12回（2004年） | 戯曲        | パク・サンヒョン                                   | 405호 아줌마는 참 착하시다                                                       |
| 第12回（2004年） | 評論        | ファン・グァンス                                   | 길 찾기, 길 만들기                                                               |
| 第12回（2004年） | 翻訳 (西語) | パク・ファンベ                                     | A vista de cuervo y otros poemas 『李箱詩選集』                                  |
| 第13回（2005年） | 詩          | 金明仁                                             | 파문                                                                             |
| 第13回（2005年） | 小説        | キム・ヨンス                                       | 나는 유령작가입니다                                                              |
| 第13回（2005年） | 戯曲        | -                                                  | 当選者無し                                                                       |
| 第13回（2005年） | 評論        | チョン・クァリ                                     | 문학이라는 것의 욕망                                                             |
| 第13回（2005年） | 翻訳 (英語) | フランシスカ・チョ                                 | Everything Yearned for: Manhae's Poems of Love and Longing 『萬海 韓龍雲詩選集』 |
| 第14回（2006年） | 詩          | キム・サイン                                       | 가민히 좋아하는                                                                  |
| 第14回（2006年） | 小説        | 金仁淑                                             | 그 여자의 자서전                                                                 |
| 第14回（2006年） | 戯曲        | パク・クンヒョン                                   | 경숙이, 경숙 아버지                                                              |
| 第14回（2006年） | 評論        | チェ・トンホ                                       | 진흙 천국의 시적 주술                                                            |
| 第14回（2006年） | 翻訳 (仏語) | チョン・ウンジン ジャック・バテリオ                | Le vieux jardin 黄晳暎『오래된 정원』                                            |
| 第15回（2007年） | 詩          | ナム・チヌ                                         | 새벽 세 시의 사자 한 마리                                                        |
| 第15回（2007年） | 小説        | 金薫                                               | 남한산성                                                                         |
| 第15回（2007年） | 戯曲        | ペ・サムシク                                       | 열하일기 만보                                                                    |
| 第15回（2007年） | 評論        | キム・ヨンチャン                                   | 비평극장의 유령들                                                                |
| 第15回（2007年） | 翻訳        | カン・スンヒ オ・トンシク トルステン・チャイアック | 黄晳暎『한씨 연대기』                                                            |
| 第16回（2008年） | 詩          | キム・ヘスン                                       | 당신의 첫                                                                        |
| 第16回（2008年） | 小説        | 具孝書                                             | 나가사키 파파                                                                    |
| 第16回（2008年） | 戯曲        | チョン・ポックン                                   | 짐                                                                               |
| 第16回（2008年） | 評論        | キム・インファン                                   | 의미의 위기                                                                      |
| 第16回（2008年） | 翻訳        | -                                                  | 当選者無し                                                                       |
| 第17回（2009年） | 詩          | ソン・チャンホ                                     | 고양이가 돌아오는 저녁                                                           |
| 第17回（2009年） | 小説        | 朴範信                                             | 고산자                                                                           |
| 第17回（2009年） | 戯曲        | -                                                  | 当選者無し                                                                       |
| 第17回（2009年） | 評論        | イ・カンホ                                         |                                                                                  |
| 第17回（2009年） | 翻訳        |                                                    |                                                                                  |
| 第18回（2010年） | 詩          | 최승자                                             | 쓸쓸해서 머나먼                                                                  |
| 第18回（2010年） | 小説        | パクヒョンソ                                       | 새벽의 나나                                                                      |
| 第18回（2010年） | 戯曲        | チェ・ジナ                                         |                                                                                  |
| 第18回（2010年） | 評論        | キム・チス                                         |                                                                                  |
| 第18回（2010年） | 翻訳        |                                                    |                                                                                  |
| 第19回（2011年） | 詩          | シン・タルジャ                                     | 종이                                                                             |
| 第19回（2011年） | 小説        | 林哲佑                                             | 이별하는 골짜기                                                                  |
| 第19回（2011年） | 戯曲        | チェ・チオン                                       |                                                                                  |
| 第19回（2011年） | 評論        | ヨム・ムオン                                       |                                                                                  |
| 第19回（2011年） | 翻訳        |                                                    |                                                                                  |
| 第20回（2012年） | 詩          | ペク・ムサン                                       |                                                                                  |
| 第20回（2012年） | 小説        | チュン・ヨンムン                                   |                                                                                  |
| 第20回（2012年） | 戯曲        |                                                    |                                                                                  |
| 第20回（2012年） | 評論        | ファン・ヒョンサン                                 |                                                                                  |
| 第20回（2012年） | 翻訳        |                                                    |                                                                                  |